# Steinn Steinarr

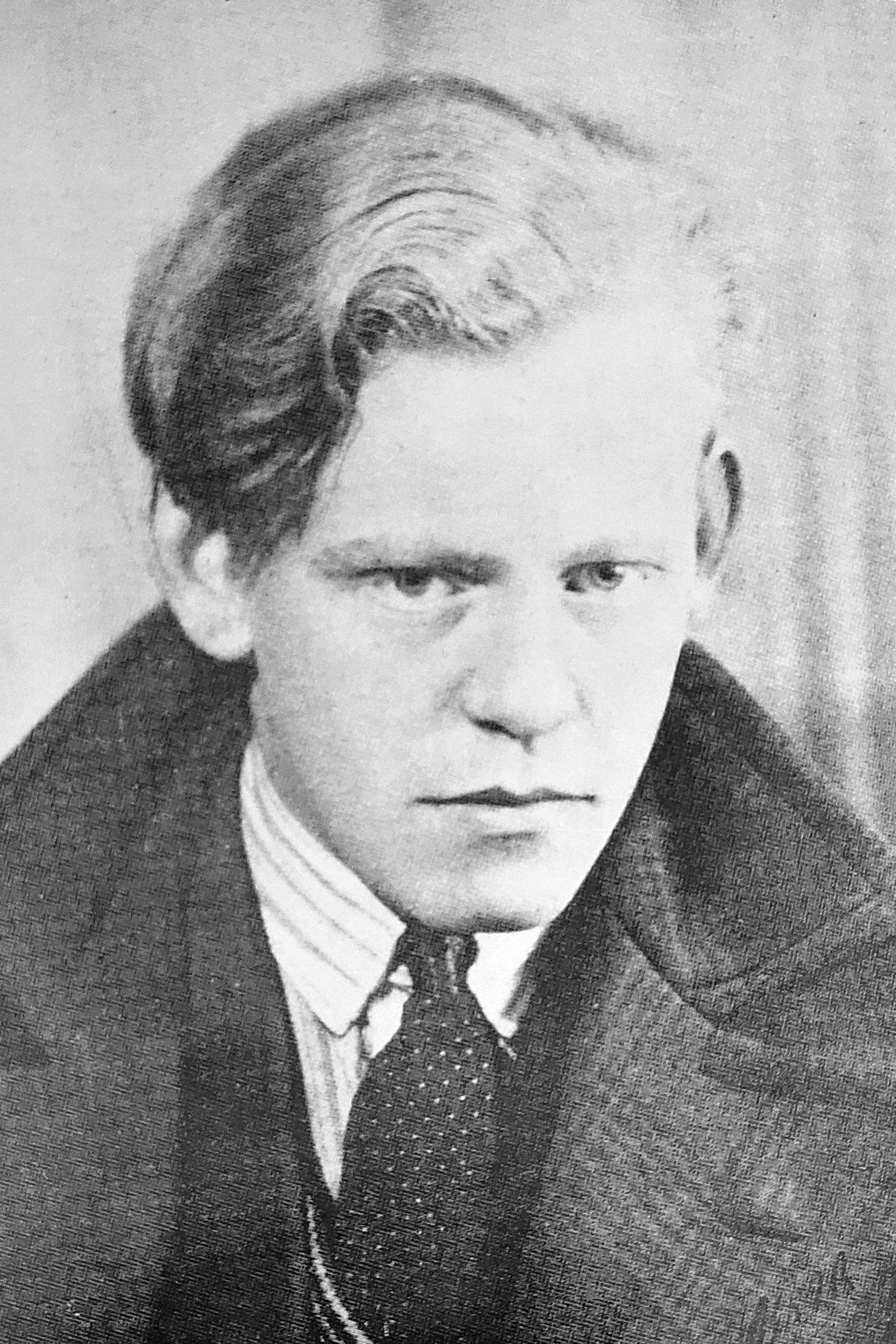
Steinn Steinarr in 1938

Steinn Steinarr, pseudoniem van Aðalsteinn Kristmundsson (Strandabyggð, 13 oktober 1908 - Reykjavik, 25 mei 1958) was een IJslandse dichter. 

## Levensloop

### Vroege jaren
Alli Kristmundsson, zoals hij als kind werd genoemd, groeide op in de Vestfirðir als kind van asociale landarbeiders. De situatie was zo slecht dat de drie oudste kinderen werden weggehaald voor adoptie. Alli bleef achter bij zijn ouders en kwijnde weg in de ellende. Hij werd na drie jaar gered door een onderwijzeres, Kristin Tómasdóttir, die zich zijn lot aantrok, hem meenam en zijn opvoeding ter hand nam. Die taak was niet gemakkelijk, want hij gedroeg zich ongedisciplineerd en rebels en wilde liever lezen en scabreuze gedichten schrijven dan zich lichamelijk inspannen. Hij werd het mikpunt van pesterijen van zijn klasgenoten.  
Toen de populaire dichter Stefán Sigurðsson (1887-1933), meer bekend als Stefán frá Hvítadal, toevallig geconfronteerd werd met Alli's dichtsels, herkende hij diens talent en wierp zich op als zijn mentor. Omdat poëzie voor een arme boerenjongen een luxebezigheid was die hij zich niet kon veroorloven, koos Alli toch een andere route. In 1926, toen hij achttien jaar was, vertrok hij naar Reykjavík en werkte dag en nacht als bouwvakker. Dat leverde hem een hevige aanval van polio op waardoor de linkerkant van zijn lichaam verlamd raakte. Opnieuw kwam Stefán frá Hvítadal te hulp. Hij nam hem mee naar Unuhús van zijn vriend Erlendur Guðmundsson, de ontmoetingsplaats aan de Garðastræti van avantgardistische kunstenaars, onder wie de schrijvers Halldór Laxness (de latere Nobelprijswinnaar) en Þórbergur Þórðarson. Zij namen hem op in hun kring.
Hij werd politiek actief in de linkse beweging. In 1930, het eerste jaar van de Grote Depressie, ontstond de Kommúnistaflokkur Íslands (de Communistische Partij van IJsland). Alli en een aantal Unuhús-vrienden waren aanwezig bij de oprichtingsvergadering en hij raakte betrokken bij de arbeidersstrijd. In 1933 was hij een van drie actievoerders die een nazivlag vertrapten in Siglufjörður. Hij werd vervolgd wegens landverraad omdat hij de handel met Duitsland schade had kunnen toebrengen, en veroordeeld tot een voorwaardelijke celstraf van twee maanden. Zijn communistische kameraden zetten hem uit de partij. Dit gebrek aan solidariteit heeft hij hen nooit vergeven.

### Eerste dichtbundels
In 1933, het jaar waarin Stefán frá Hvítadal stierf, publiceerde Aðalsteinn Kristmundsson onder zijn nieuwe pseudoniem Steinn Steinarr zijn eerste dichtbundel Rauður Loginn Brann (De rode vlag brandt), die een groot succes werd onder de werkende klasse. Die liet hem echter in de steek bij zijn tweede bundel Ljóð (Gedichten) (1936), waarin het revolutionaire elan heeft plaatsgemaakt voor zelftwijfel, die ook wel nihilistisch is genoemd. Hij kreeg een liefdesrelatie met een bewonderaarster van zijn werk, Ásthildur Kristín Björnsdóttir, maar onder druk van haar familie kwam daaraan snel een einde. Steinns derde bundel Fótspor í sandi (Voetsporen in het zand) werd in 1940 goed ontvangen en leverde hem voor het eerst wat geld op.
De kunstenaarsgroep van Unuhús floreerde aan het begin van de Tweede Wereldoorlog, ondanks (of juist dankzij) de invasie van IJsland door de Britten op 10 mei 1940. Vele avantgardekunstenaars waren onder druk van de oorlogsdreiging teruggekeerd uit het buitenland en zorgden voor een culturele opleving. Uit Parijs teruggekomen waren de jonge schilderessen Louisa Matthíasdóttir en Nína Tryggvadóttir, die leven in de brouwerij brachten bij Unuhús. Net als Halldór Laxness werd ook Steinn Steinarr hun schildersmodel, ze hebben hem diverse malen geportretteerd. Al snel sprak heel Reykjavik over "Steinn en zijn meisjes". Met Louisa, op wie hij ernstig verliefd werd, werkte hij in 1940 aan een lang gedicht over het boerenkind Halla, waarvan het manuscript pas na Louisa's dood in 2000 tevoorschijn kwam en gepubliceerd werd. Nína maakte de illustraties bij zijn satirisch anti-oorlogsgedicht Tindátarnir (De tinnen soldaten), dat in 1943 verscheen. Louisa en Nína waren toen al naar de Verenigde Staten vertrokken om verder te studeren bij Hans Hofmann respectievelijk Fernand Léger. Hun vertrek in 1942 viel samen met de verschijning van Steinns succesvolle bundel Ferd án fyrirheits (Reis zonder bestemming).

### Laatste jaren
In 1948 kon Steinn alsnog trouwen met Ásthildur Björnsdóttir. In dat jaar verscheen Tíminn og vatnið (De tijd en het water), dat als zijn meesterwerk wordt beschouwd. Hiermee was de reputatie van Steinn Steinarr als de belangrijkste moderne dichter van IJsland definitief gevestigd. Hij overleed op 49-jarige leeftijd op 25 mei 1958. Zijn weduwe Ásthildur overleed ruim 40 jaar later op 18 juli 1998. Ze was toen 81.

## Werk
Veel IJslanders beschouwen Steinn Steinarr als hun grootste dichter, hoewel hij nog steeds weinig bekend is buiten IJsland. Dat kan komen doordat er weinig vertalingen van zijn werk bestaan. In de 21e eeuw spreekt hij veel jonge IJslanders aan en de internationale belangstelling voor zijn poëzie groeit. Zijn hoofdonderwerp is universeel: de strijd van de eeuwige buitenstaander tegen de diepgewortelde tirannie van corrupte macht.
In zijn vroege werk is stilistisch enige invloed te bespeuren van zijn idool Tómas Guðmundsson (1901-1983), een traditioneel werkende neoromantische dichter, maar diens thematiek is tegengesteld aan de revolutionaire geest die uit Steinns eerste bundel Rauður Loginn Brann spreekt. Steinn Steinarr was de eerste belangrijke modernistische dichter in IJsland die zelfreflectie toeliet in zijn werk en de regels van rijmschema, alliteratie en metrum afschudde. Ook de traditionele IJslandse poëtica van de skáld klinkt in zijn gedichten door. Een geestverwante dichter was Jón úr Vör (1917-2000). 
Volgens literatuurbeschouwers is Tíminn og vatnið het startpunt van de experimentele poëzie waarmee de IJslandse "Atómskáld (atoomdichters)", onder wie Einar Bragi, Jón Óskar, Hannes Sigfússon, Stefán Hörður Grímsson en Matthías Johannessen, zich in de jaren veertig en vijftig manifesteerden.

## Titels
- 1934 Rauður Loginn Brann (De rode vlag brandt)
- 1937 Ljóð (Gedichten)
- 1940 Fótspor í sandi (Voetsporen in het zand)
- 1942 Ferd án fyrirheits (Reis zonder bestemming)[1]
- 1943 Tindátarnir (De tinnen soldaten)
- 1948 Tíminn og vatnið (De tijd en het water)[2]
- 2000 Halla, postuum uitgegeven

## Bloemlezing
- (en)  Marshall Brement (vertaler), Three Modern Icelandic Poets: Selected Poems of Steinn Steinarr, Jón Úr Vör and Matthías Johannessen, uitg. Iceland Review, 1985, 126 pag.

- Bibsys: 90172490
- Bibliothèque nationale de France: cb11887638c (data)
- Gemeinsame Normdatei: 119346877
- International Standard Name Identifier: 0000 0000 7970 0181
- Library of Congress Control Number: n85368509
- MusicBrainz: 17fa1c08-c7a4-4088-bf11-19d604da7482
- Nederlandse Thesaurus van Auteursnamen: 079253970
- LIBRIS: 199309
- Système universitaire de documentation: 026671964
- Virtual International Authority File: 7385770
- WorldCat: E39PBJmP6QVDRHBJd7Xm7qtFrq